# استریت و اسمیت
استریت و اسمیت (انگلیسی: Street & Smith) یا شرکت انتشارات استریت و اسمیت یک ناشر در شهر نیویورک بود که در چاپ مجلات و کتاب‌های جلد کاغذی ارزان قیمت در ارتباط با مجله زرد و رمان کیلویی تخصص داشت. این شرکت همچنین در نشر کتاب کمیک و سالنامه ورزشی فعالیت داشت. از جمله عناوین بسیاری که آنها منتشر کردند، مجله زرد علمی-تخیلی تحت نام داستان‌های حیرت‌آور بود.